# 荒野流転
「荒野流転」（こうやるてん）は、FictionJunction YUUKAの6枚目のシングルである。

## 収録曲
（全作詞・作曲・編曲：梶浦由記）
1. 荒野流転
  - Webアニメ『幕末機関説 いろはにほへと』オープニング主題歌
2. blessing
3. 荒野流転（without vocal）
4. blessing（without vocal）